# Passione (álbum de Zizi Possi)
Passione é o segundo disco em italiano da cantora Zizi Possi (décimo quinto ao todo), lançado em 1998. Foi concebido como o "lado B" de seu trabalho anterior, Per Amore. 
Gravado em várias cidades, o álbum recebeu críticas majoritariamente favoráveis, destacando a interpretação da cantora, embora algumas ressalvas tenham sido feitas em relação ao impacto em comparação com seu álbum anterior. 
Comercialmente, obteve sucesso, vendendo mais de 150 mil cópias no Brasil até abril de 1999, segundo a revista Billboard.

## Antecedentes
Após o lançamento de seu antecessor, Per Amore, de 1997, que vendeu cerca de 800 mil cópias, Possi preparou um show para promovê-lo, dirigido por seu irmão, José Possi, o repertório incluía dezenove canções napolitanas e clássicos da música italiana.
Do set list do show, quatro músicas não estavam incluídas no CD ("Io Che Amo Solo Te", "lo, Màmmeta e tu", "Malafemmena" e "Core'ngrato"), e, devido ao êxito comercial da turnê e do disco, foram gravadas em estúdio a fim de serem lançadas em um próximo álbum, também dedicado a música italiana.

## Produção e gravação
As gravações ocorreram em Nápoles, Londres e Rio de Janeiro, os arranjos são de Graham Pesket incluindo a Orquestra Filarmônica de Londres e o pianista Adriano Peninno.
Sobre sua vida com um número substancial de compromissos e, ao mesmo tempo, com o maior êxito comercial de sua carreira, revelou: "Estou estressada e  a beira de um ataque de nervos, mas realizar este trabalho me remeteu a uma sensação que não sei legendar. Talvez plenitude possa definir esse momento".
Segundo a cantora, Passione é o "lado B de Per Amore".

## Recepção crítica
| Críticas profissionais | Críticas profissionais |
| Avaliações da crítica  | Avaliações da crítica  |
| Fonte                  | Avaliação              |
| ---------------------- | ---------------------- |
| IstoÉ                  | Favorável              |
| Tribuna da Imprensa    | Mista                  |
| Jornal do Brasil       | [ 9 ]                  |

As resenhas da crítica especializada foram, em maioria, favoráveis. 
O crítico da revista IstoÉ, A. R., escreveu que Possi "recheou de beleza músicas já belas, que ganharam vida nova na sua voz privilegiada" e chamou-a de "dama das suavidades e da técnica irrepreensível".
Rodrigo Faour, do jornal Tribuna da Imprensa, afirmou que enquanto Per Amore era "excepcional" na ideia e na seleção de músicas, "Passione perdeu bastante do impacto", e que embora fosse "correto", agradaria apenas aos fãs mais ardorosos.
Tárik de Souza, do Jornal do Brasil, avaliou com duas estrelas, o que significa uma qualificação de "bom".

## Desempenho comercial
Comercialmente, segundo a revista Billboard, de 10 de abril de 1999, mais de 150 mil cópias foram vendidas no Brasil, até aquela data.

## Lista de faixas
- Créditos adaptados do CD Passione, de 1998.[11][12]

| N.º | Título                               | Compositor(es)                              | Duração |  |
| 1.  | "Gelsomina"                          | M. Galdieri, Nito Rota                      | 3:42    |  |
| 2.  | "Canzone per te"                     | Bardotti, Bacalov, Endrigo                  | 3:44    |  |
| 3.  | "Anema e Core" (Part. Chico Buarque) | S. D. Esposito Mangione, Titomandio         | 4:15    |  |
| 4.  | "Cu'mme"                             | Enzo Gragnaniello                           | 4:44    |  |
| 5.  | "L' Aurora"                          | Nacho Maño, Eros Ramazzoti, Adelio Cogliani | 4:36    |  |
| 6.  | "Chella llà"                         | Taccani, Bertini, Di Paola                  | 2:44    |  |
| 7.  | "Io, Màmmeta e tu"                   | R. Pazzaglia, Domenico Modugn               | 3:47    |  |
| 8.  | "Io che amo solo te"                 | Sergio Endrigo                              | 3:30    |  |
| 9.  | "Grande, grande, grande"             | Tony Renis, A.Testa                         | 3:33    |  |
| 10. | "Torna a Surriento"                  | Ernesto de Curtis                           | 3:00    |  |
| 11. | "Passione"                           | Valente, Bovio, Tagliaferri                 | 2:47    |  |
| 12. | "Malafemmena"                        | Totô, A. de Curtis                          | 2:49    |  |
| 13. | "Core'ngrato"                        | Cordiferro, Cardillo                        | 3:44    |  |
| 14. | "Canto della Buranella"              | A.Zanzotto, Nino Rota                       | 4:53    |  |

## Certificações e vendas
| País          | Certificação | Vendas  |
| ------------- | ------------ | ------- |
| Brasil - ABPD | Ouro         | 150.000 |